# Algirdas Julien Greimas
Algridas Julien Greimas (rojen Algridas Julius Gremas), francosko-litovski jezikoslovec, semiotik * 9. marec 1917, Tula, Ruski imperij, † 27. februar 1992, Pariz, Francija.
Večino svojega ustvarjalnega življenja je preživel v Parizu (dela je pisal v francoščini). Je eden izmed uglednejših francoskih semiotikov (ta naziv si deli z Rolandom Barthesom). Greimas je razvil metodo analiziranja semiotičnih del, še posebej pripovedništva. Med drugim je zaslužen za naslednje pojme: izotopija (ponovitev semantičnih enot), semiotični kvadrat (osnovna struktura označevanja, ki temelji na nasprotju), pripovedna metoda (dejanje predstavi kot dva časovno nasprotna stanja, aktantski model (model, ki dejanje razdeli na šest aktantov) in semiotika naravnega sveta (svet je znak in je sestavljen iz označevalcev in označencev). Prav tako pa je raziskoval na področjih Litovske in Proto-indoevropske mitologije ter vplival na razvoj semiotske literarne kritike.

## Življenjepis
Greimasov oče, Julius Greimas (1882-1942), je bil učitelj in kasneje šolski inšpektor, mati Konstancija Greimiene (1886-1956) je bila tajnica. V času Greimasovega rojstva so živeli v Tuli v Rusiji, kamor so pobegnili kot begunci v času prve svetovne vojne. V Litvo so se vrnili, ko je bil star dve leti. V srednji šoli se je poleg litovščine naučil francoščine in nemščine, kar mu je omogočilo branje filozofskih del Friedricha Nietzscheja in Arthurja Schopenhauerja. Ker so se z družino pogosto selili, je obiskoval veliko šol. Leta 1934 je končal srednjo šolo Rygiškiu Jonas v Marijampoleju ter začel študirati pravo na univerzi Vytautas Magnus v Kaunasu. Kmalu za tem se je usmeril v pravo na Univerzi v Grenoblu, kjer je leta 1939 diplomiral na temo o francosko-provansalskih narečjih. Po študiju je želel preučevati srednjeveško jezikoslovje, toda začetek druge svetovne vojne ga je vrnil v Litvo na služenje vojaškega roka. Kasneje je v Litvi tudi poučeval, delal kot urednik ter objavljal literarne kritike in eseje o kulturi.
Leta 1944 se je vpisal na podiplomski študij na univerzo v Parizu in se specializiral za leksikografijo, natančneje za taksonomijo natančnih, medsebojno povezanih definicij. Napisal je diplomsko delo o modnem besednjaku. Leta 1949 je iz modnega besednjaka tudi doktoriral.
Greimas je svojo akademsko kariero začel kot učitelj v francoskem katoliškem internatu za deklice v Aleksandriji v Egiptu, kjer je sodeloval v tedenski diskusijski skupini, ki je vsebovala približno ducat evropskih raziskovalcev. Vključevala je filozofe, zgodovinarje in sociologe.  V Egiptu se je spoznal tudi z Rolandom Barthesom, s katerim sta ostala tesna prijatelja naslednjih 15 let. Leta 1959 je nadaljeval s predavanjem na univerzi v Ankari in Istanbulu ter v Poitiersu v Franciji. Leta 1965 je postal profesor na École des Hautes Études en Sciences Sociales (EHESS) v Parizu, kjer je poučeval skoraj 25 let. Je soustanovitelj Mednarodnega združenja za semiotične študije, postal pa je tudi generalni sekretar.
Greimas je umrl leta 1992 v Parizu in bil pokopan na grobu svoje matere v Kaunasu v Litvi. (Njegovi starši so bili med sovjetsko okupacijo deportirani v Sibirijo. Materi se je uspelo vrniti leta 1954. Kraj očetovega groba ni znan, a ima na pokopališču simbolični nagrobnik.) V zadnjih letih življenja ga je oskrbovala žena Teresa Mary Keane.

## Delo
Greimas je svoj prvi esej, ki se je nanašal na prvi litovski prevod Don Kihota "Cervantes in njegov Don Quijote", objavil v literarni reviji Varpai. Sam je tudi pomagal pri njeni ustanovitvi, kar je bilo v času nacistične in sovjetske okupacije Litve. Prvo delo, ki je bilo povezano z njegovimi kasnejšimi raziskavami, je bila njegova doktorska disertacija "La Mode en 1830. Essai de description du vocabulaire vestimentaire d' apres les journaux de modes [sic] de l'époque" ("Moda v letu 1830. Raziskava o besedišču oblačil, ki temelji na modne revije tedanjega časa"). Kmalu za tem se je nehal ukvarjati z leksikologijo, po tem ko se je zavedel omejitev te discipline v osredotočenosti na besedo kot enoto in v osnovnem cilju razvrščanja. Kljub temu ni nikoli prenehal verjeti v svoja leksikološka prepričanja. V svoji karieri je objavil tri slovarje. Skozi desetletje življenja v Aleksandriji so razprave znotraj kroga prijateljev pomagale razširiti njegova zanimanja. Teme so vključevale Greimasove zgodnje vplive - dela ustanovitelja strukturnega jezikoslovja Ferdinanda de Saussureja, danskega jezikoslovca Louisa Hjelmsleva, pobudnika primerjalne mitologije Georgesa Dumézila, strukturnega antropologa Clauda Lévi-Straussa, ruskega specialista za pravljice Vladimirja Propp, raziskovalec estetike gledališča Étienne Souriau, fenomenologa Edmunda Husserla in Maurice Merleau-Ponty, psihoanalitika Gastona Bachelarda in romanopiseca in umetnostnega zgodovinarja André Malrauxa.
Greimas je najprepoznavnejši po ti. semiotičnem kvadratu (discourse semiotics), znanem  tudi kot Greimasov kvadrat. To je orodje, ki se uporablja pri strukturni analizi razmerij med semiotičnimi znaki z nasprotovanjem konceptov in za razširitev ustrezne ontologije. Primer semiotičnih znakov z nasprotovanjem konceptov so žensko-moško ali lepo-grdo. Greimas je kvadrat prvič predstavil v knjigi Semantique Structurale (1966), ki je bila kasneje objavljena kot Strukturna semantika: poskus metode (1983). Semiotični kvadrat je nadalje razvil s Francoisom Rastierjem v "Interakciji semiotičnih omejitev" (1968).
Greimas je teoretično utemeljil in uveljavljal koncepte: izotopija (ponovitev enega samega pomena), semiotični kvadrat (osnovna struktura označevanja, zgrajena na opoziciji), aktancialni model (ki razbije dejanje v šest aktantov, gre za aktantski model, ki izpostavlja tudi zahtevno razmerje med subjektom in objektom), pripovedni program (ki predstavlja dejanje kot dve zaporedni stanji zaporedoma) in semiotiko naravnega sveta (svet je znak in je kot tak sestavljen iz označevalcev in označencev).
Greimasova teorija generativne pomenske poti združuje več teh konceptov v skladno celoto. Ko se pomen oblikuje, prehaja skozi naslednje ravni:
1. globoke semio-pripovedne strukture (vključno s semiotičnim kvadratom);
2. površinske semiorativne strukture (kjer najdemo naprave, ki se uporabljajo za opisovanje dejanj, aktancialni model, pripovedni program in kanonična pripovedna shema);
3. diskurzivne strukture (vključno s figurativno / tematsko / aksiološko analizo in drugimi elementi);
4. manifestacija (to je pojav, ki se do neke mere kaže empirično, na primer besedilo).

Kasneje je raziskoval, kako rekonstruirati litovsko mitologijo. Pri tem se je naslonil na metode Vladimirja Proppa, Georgesa Dumézila, Clauda Lévi-Straussa in Marcela Detiennea. Rezultate je objavil v Apie dievus ir žmones: lietuviu mitologijos studijos (O bogovih in ljudeh: študije v litovski mitologiji) 1979, in Tautos atminties beieškant (V iskanju nacionalnega spomina) 1990. Pisal je tudi o proto-indoevropski religiji.